# Nyctimene keasti
Nyctimene keasti (Kitchener, 1993) è un pipistrello appartenente alla famiglia degli Pteropodidi, endemico delle Isole della Sonda e delle Isole Molucche.

## Descrizione

### Dimensioni
Pipistrello di medie dimensioni, con lunghezza dell'avambraccio tra 58 e 68,3 mm, la lunghezza della coda tra 18 e 25,4 mm e un peso fino a 30 g.

### Aspetto
Il colore del dorso è fulvo, la gola, il petto e l'addome sono giallo-brunastre, mentre le parti ventrali sono bruno-rossastre. Le femmine sono più chiare. La striscia dorsale è larga soltanto fino a 3,5 mm, è bruno-olivastra e si estende nella metà inferiore della schiena. Sono presenti delle macchie gialle sulle orecchie e sull'avambraccio, mentre le membrane alari sono ricoperte di macchie nerastre. La coda è relativamente corta, mentre l'uropatagio è ridotto ad una sottile membrana lungo la parte interna degli arti inferiori. La sottospecie N.k. babari è la più grande, ha il dorso bruno-arancione e la linea spinale che si estende dalla nuca fino alla base della coda.

## Distribuzione e habitat
Questa specie è endemica delle Isole della Sonda e delle Isole Molucche.
Vive nelle foreste secondarie con un sottobosco di piante dei generi Ficus, Erythrina, Podocarpus e Albizia e nei giardini fino a 1000 metri di altitudine.

## Tassonomia
Sono state riconosciute tre sottospecie.
- N.k. keasti: Isole Kai: Kai Kecil, Kai Dullah, Kai Besar; Isole Banda: Banda Neira;
- N.k. babari (Bergmans, 2001): Isola di Babar; probabilmente Flores (una specie depositata nella collezione Heude presso l'Istituto di Zoologia di Pechino e catturata nel 1895[5]) e Timor[6];
- N.k. tozeri (Kitchener, 1995): Isole Tanimbar: Yamdena, Selaru.

## Conservazione
La IUCN Red List, considerato che il suo areale è frammentato e la sua popolazione è in declino a causa della perdita del proprio habitat, classifica N. keasti come specie vulnerabile (VU).